# New Tricks – Die Krimispezialisten
New Tricks – Die Krimispezialisten (Originaltitel: New Tricks) ist eine britische Krimiserie der BBC aus den Jahren 2003 bis 2015, in der es um eine neu gegründete Spezialeinheit von Scotland Yard namens UCOS (Unsolved Crime and Open Case Squad) geht, die sich mit ungelösten Fällen (Cold Cases) beschäftigt.

## Inhalt und Figuren
Chefin der UCOS ist Detective Superintendent Sandra Pullman (Amanda Redman), die als Karrierefrau hier „geparkt“ wird, nachdem sie landesweite Medienproteste wegen der Erschießung eines Hundes im Rahmen einer Geiselbefreiung ausgelöst hatte. In der zehnten Staffel wechselt sie zu einer Einheit, welche Kriegsverbrecher ausfindig macht. Die Leitung der UCOS übernimmt Sacha Miller (Tamzin Outhwaite).
Das Team besteht aus ihr und drei inzwischen pensionierten Kriminalbeamten:
- Ex Detective Chief Superintendent Jack Halford (James Bolam), Pullmans ehemaliger Chef und Mentor, der (meist nur am im heimischen Garten befindlichen Grab) mit seiner verstorbenen Frau spricht
- Ex Detective Inspector Brian Lane (Alun Armstrong), ein Mann mit phänomenalem Gedächtnis (Spitzname „Memory Lane“) und der Begabung, aus verstaubten Akten minimale Details zutage zu fördern, die für die Aufklärung des Falles oft entscheidend sind. Lane wurde in den vorzeitigen Ruhestand geschickt, nachdem ein Verhafteter unter seiner Aufsicht verstorben ist und leidet seitdem an verschiedensten Neurosen und sonstigen psychischen Auffälligkeiten (nicht zuletzt einer Neigung, sich eher wie ein Obdachloser zu kleiden)
- Ex Detective Sergeant Gerry Standing (Dennis Waterman), einst einer der gefürchtetsten Kriminalisten von Scotland Yard, dem sein lockerer Umgang mit Kriminellen, die einen Großteil seines Bekanntenkreises ausmachen, seinerzeit zum Verhängnis wurde, da er nach Korruptionsvorwürfen den Dienst quittieren musste. Standing ist darüber hinaus ein Frauenheld, der dreimal verheiratet war und es schafft, zu seinen drei Ex-Frauen ein gutes Verhältnis zu haben. Aus jeder Ehe stammt jeweils eine Tochter.

Ab der neunten Staffel stiegen schrittweise die Hauptdarsteller Bolam, Armstrong und Redman aus, woraufhin neue Schauspieler in vergleichbaren Rollen besetzt wurden.

## Produktion und Veröffentlichung
Die Serie wurde von 2003 bis 2015 von der BBC und Wall to Wall Television produziert. Wie bereits bei Der Aufpasser singt Dennis Waterman auch für diese Serie den Titelsong. Der Soundtrack stammt von Steve Edis.
In Großbritannien lief die Serie sehr erfolgreich. Alle 12 Staffeln wurden in der Originalversion auf DVD veröffentlicht. Hierzulande ist bislang nur die erste Staffel auf Deutsch erhältlich. Ab September 2013 zeigte der Sender Servus TV die ersten beiden Staffeln auch in Österreich und Deutschland.